# (仮)メイド喫茶マンドリル
『(仮)メイド喫茶マンドリル』（かりメイドきっさマンドリル）は、碓井尻尾による日本の4コマ漫画作品。竹書房のウェブコミック配信サイトまんがライフWINで2010年12月15日から2014年まで連載していた。単行本は、同社のバンブー・コミックスより全4巻。

## ストーリー
売り上げ不振に悩まされている祖父の経営する喫茶「マンドリル」を立て直そうと孫娘のアオイが悪戦苦闘?するドタバタコメディ。

## 登場人物
新藤 葵衣（しんどう あおい）
通称アオイ。主人公。流行りの要素を取り入れて喫茶店の売り上げ向上を目指すがたいてい空振りに終わる。中学時代は不良でミドリ、モモと「四中の鬼武者」と恐れられていた。喧嘩早い性格で他の二人同様人間離れした体力を持つ。コーヒーが飲めないある事情がある。
柏木 桃（かしわぎ もも）
通称モモ。アオイの友人で笑顔の可愛い天然娘。よく喧嘩するアオイとミドリの仲裁を力ずくで行うことが多い。小柄だが大食漢。巨漢で柔道をしている兄（大学生）がいる。最後には、シローにすっかり胃袋を掴まれた。
真崎 緑（まさき みどり）
通称ミドリ。メガネっ娘で長身長髪のクールビューティー。喧嘩早さはアオイ同様だが比較的常識人。
真崎 士郎（まさき しろう）
通称シロー。ミドリの弟で不良だがアオイの口車に乗せられて良く女装させられる。女顔の美形で、普段リーゼントにしているが普通にすると女子に見間違えられるほどで料理も得意。モモに一目惚れしている。
山吹 彰（やまぶき あきら）
アオイたちの中学時代の舎弟でヤマちゃんと呼ばれる。もとは普通の生徒だったがあることがきっかけで上級生と争うことになり、アオイたちに無理やり番長の役を押し付けられ、以後不良化した。アオイ達と一緒にいるときは落ち着いているが、学校では教師に対して根深い不信感を抱いており、授業にはあまり出ていない。
佐藤 茜（さとう あかね）
通称アカネ。中学時代にアオイをライバル視していた他校（北中：当時）の生徒。喧嘩に負けて目にけがをさせられ、治癒したのちも口惜しさを忘れないためにいつも眼帯をしている。街で偶然アオイを見かけた際、一緒にいた山吹に一目惚れ。以後アオイに丸め込まれてマンドリルでバイト（給料なし）をさせられている。
佐藤 誠二（さとう せいじ）
通称セイジ。北中の不良でアカネの弟。山吹にボコボコニされた腹いせに女と勘違いしてシローを拉致したことがある。シローが男だと知りつつも、女装姿のかわいらしさにときめいてしまう自分に苦悩している。
浅木 昌利（あさぎ まさとし）
通称マー坊。北中の不良で、いつもマスクをしている。格闘技の心得があるがここぞというとき以外はあまり喧嘩はしない。実力は山吹とほぼ互角。中学時代から「四中の鬼武者」に憧れているがすでにストーカーの域に入っている。男前で女性には手を出さないというフェミニストということもあり、女子からの人気は高い。
中川 杏（なかがわ あんず）
四中柔道部女子部主将。ミドリの嘘を真に受けた士郎が一念発起して柔道部に入部したときに有望な新人が来たと喜んでいた。ある勝負で以前にアオイに敗れ気が付いたときは保健室にいた。
望月 千草（もちづき ちぐさ）
アオイの見合い相手の妹で忍者の末裔。ブラコンで血のつながらない兄のことを「世界一かっこいい」と思っている。世間の勉強をするためにバイトしようとした先が偶然…

## 書誌情報
- 碓井尻尾『(仮)メイド喫茶マンドリル』竹書房〈バンブーコミックス WINセレクション〉全4巻
  1. 2012年6月7日発売　ISBN 978-4812477939
  2. 2013年5月7日発売　ISBN 978-4812481721
  3. 2014年7月7日発売　ISBN 978-4812487174
  4. 2015年3月7日発売　ISBN 978-4801952096